# Abraxesis melaleucaria
Abraxesis melaleucaria är en fjärilsart som beskrevs av George Francis Hampson 1902. Abraxesis melaleucaria ingår i släktet Abraxesis och familjen mätare. Inga underarter finns listade i Catalogue of Life.